# Euphrasia Donnelly
Euphrasia Donnelly (n. 6 iunie 1905, Indiana, SUA – d. 20 mai 1963, Warsaw⁠(d), Indiana, SUA) a fost o înotătoare americană, medaliată olimpică. A participat la o ediție a Jocurilor Olimpice (1924) în care a câștigat două medalii de aur.